# Simojärvi
Der Simojärvi [ˈsimɔjærvi] ist ein See im Norden Finnlands. Er liegt in der Gemeinde Ranua im Süden der Provinz Lappland. Der Simojärvi liegt 176 m hoch und bedeckt eine Fläche von 89,93 km². Damit belegt er in der Liste der größten Seen Finnlands den 50. Platz. Dem Simojärvi entspringt der Simojoki-Fluss, der über Simo in den Bottnischen Meerbusen fließt. Ein großer Teil der Ferienhäuser (mökki) der Gemeinde Ranua liegt am Simojärvi. Der fischreiche See ist ein beliebtes Angelrevier.